# Copa de Clubes de la CECAFA 1999
La Copa de Clubes de la CECAFA 1999 fue la 25.ª edición de este torneo de fútbol a nivel de clubes de África organizado por la CECAFA y que contó con la participación de 12 equipos representantes de África Central y África Oriental 2 equipos más que en la edición anterior con la aparición por primera vez de un representante de Burundi.
El Young Africans SC de Tanzania venció al Villa SC de Uganda en la final disputada en Kampala, Uganda para ganar el título por tercera ocasión, mientras que el campeón defensor Rayon Sport de Ruanda fue eliminado en las semifinales.

## Fase de grupos

### Grupo A
| 2 de enero de 1999 | Villa SC                                               | 5:0 | KMKM | Kampala National Stadium, Kampala, Uganda |                                 |
|                    | Odoch 1' · Kayemba 24' · Mukasa 50' · Magemba 66', 89' |     |      | Asistencia: 25.000 espectadores           | Asistencia: 25.000 espectadores |

| 4 de enero de 1999 | KMKM | 0:1 | Vital'O FC | Kampala National Stadium, Kampala, Uganda |                                 |
|                    |      |     | Wembo 67'  | Asistencia: 10.000 espectadores           | Asistencia: 10.000 espectadores |

| 6 de enero de 1999 | Vital'O FC | 0:3 | Villa SC                                 | Kampala National Stadium, Kampala, Uganda |                                 |
|                    |            |     | Mubiru 25' · Kayemba 35' · Mandwanda 80' | Asistencia: 20.000 espectadores           | Asistencia: 20.000 espectadores |

| Club       | G | E | P | GF | GC | Pts |
| ---------- | - | - | - | -- | -- | --- |
| Villa SC   | 2 | 0 | 0 | 8  | 0  | 6   |
| Vital'O FC | 1 | 0 | 1 | 1  | 3  | 3   |
| KMKM       | 0 | 0 | 2 | 0  | 6  | 0   |

### Grupo B
| 3 de enero de 1999 | Mebrat Hail    | 1:1 | AFC Leopards | Kampala National Stadium, Kampala, Uganda |                                 |
|                    | Gebremariam 6' |     | Ouma 26'     | Asistencia: 17.000 espectadores           | Asistencia: 17.000 espectadores |

| 5 de enero de 1999 | SC Kiyovu Sport | 1:1 | Mebrat Hail     | Kampala National Stadium, Kampala, Uganda |                                |
|                    | Nshizirungu 6'  |     | Gebremariam 53' | Asistencia: 5.000 espectadores            | Asistencia: 5.000 espectadores |

| 7 de enero de 1999 | AFC Leopards | 0:1 | SC Kiyovu Sport | Kampala National Stadium, Kampala, Uganda |                                 |
|                    |              |     | Nsengiyumba 73' | Asistencia: 20.000 espectadores           | Asistencia: 20.000 espectadores |

| Club            | G | E | P | GF | GC | Pts |
| --------------- | - | - | - | -- | -- | --- |
| SC Kiyovu Sport | 1 | 1 | 0 | 2  | 1  | 4   |
| Mebrat Hail     | 0 | 2 | 0 | 2  | 2  | 2   |
| AFC Leopards    | 0 | 1 | 1 | 1  | 2  | 1   |

### Grupo C
| 3 de enero de 1999 | Express FC                                                                          | 6:2 | Naadiga Dekedaha       | Kampala National Stadium, Kampala, Uganda |                                 |
|                    | Isabirye 3' · Ssenabuya 5' · Ssemogerere 77' · Obwiny 78' · Sebunya 82' · Odowa 85' |     | Abdulahi 30' · Ali 81' | Asistencia: 17.000 espectadores           | Asistencia: 17.000 espectadores |

| 5 de enero de 1999 | Naadiga Dekedaha | 0:4 | Al-Hilal Omdurmán                        | Kampala National Stadium, Kampala, Uganda |                                |
|                    |                  |     | Hassan 6', 34' · Eldai 14' · Ibrahim 89' | Asistencia: 5.000 espectadores            | Asistencia: 5.000 espectadores |

| 7 de enero de 1999 | Al-Hilal Omdurmán | 1:0 | Express FC | Kampala National Stadium, Kampala, Uganda |                                 |
|                    | Eldai 26'         |     |            | Asistencia: 20.000 espectadores           | Asistencia: 20.000 espectadores |

| Club              | G | E | P | GF | GC | Pts |
| ----------------- | - | - | - | -- | -- | --- |
| Al-Hilal Omdurmán | 2 | 0 | 0 | 5  | 0  | 6   |
| Express FC        | 1 | 0 | 1 | 6  | 3  | 3   |
| Naadiga Dekedaha  | 0 | 0 | 2 | 2  | 10 | 0   |

### Grupo D
El Red Sea FC de Eritrea abandonó el torneo.
| 4 de enero de 1999 | Rayon Sport                           | 3:0 | Young Africans SC | Kampala National Stadium, Kampala, Uganda |                                 |
|                    | Musa 8' (p) · Kakule 78' · Kalisa 89' |     |                   | Asistencia: 10.000 espectadores           | Asistencia: 10.000 espectadores |

| 6 de enero de 1999 | Young Africans SC             | 3:0 | Rayon Sport | Kampala National Stadium, Kampala, Uganda |                                 |
|                    | Chambua 23', 57' · Onjala 59' |     |             | Asistencia: 20.000 espectadores           | Asistencia: 20.000 espectadores |

| Club              | G                  | E                  | P                  | GF                 | GC                 | Pts                |
| ----------------- | ------------------ | ------------------ | ------------------ | ------------------ | ------------------ | ------------------ |
| Rayon Sport       | 1                  | 0                  | 1                  | 3                  | 3                  | 3                  |
| Young Africans SC | 1                  | 0                  | 1                  | 3                  | 3                  | 3                  |
| Red Sea FC        | abandonó el torneo | abandonó el torneo | abandonó el torneo | abandonó el torneo | abandonó el torneo | abandonó el torneo |

- Rayon Sport ganó el grupo con un lanzamiento de moneda.

## Cuartos de final
| 9 de enero de 1999 | Villa SC                                     | 4:1 | Mebrat Hail | Kampala National Stadium, Kampala, Uganda |                                 |
|                    | Mugumba 7', 40' · Kayemba 44' · Bukohore 80' |     | Yasin 78'   | Asistencia: 20.000 espectadores           | Asistencia: 20.000 espectadores |

| 10 de enero de 1999 | SC Kiyovu Sport | 1:2 | Vital'O FC                   | Kampala National Stadium, Kampala, Uganda |                                 |
|                     | Nsengiyumva 19' |     | T. Karorero 71' · Mateso 74' | Asistencia: 15.000 espectadores           | Asistencia: 15.000 espectadores |

| 10 de enero de 1999 | Al-Hilal Omdurmán | 1:2 | Young Africans SC                 | Kampala National Stadium, Kampala, Uganda |                                 |
|                     | Mohamed 55'       |     | Salvatori 14' · Lunyamila 89' (p) | Asistencia: 20.000 espectadores           | Asistencia: 20.000 espectadores |

| Equipo 1    | Resultado | Equipo 2   |
| ----------- | --------- | ---------- |
| Rayon Sport | 2-1       | Express FC |

## Semifinales
| 12 de enero de 1999 | Villa SC                | 2:0 | Rayon Sport | Kampala National Stadium, Kampala, Uganda |                                 |
|                     | Mubiru 8' · Kayemba 66' |     |             | Asistencia: 20.000 espectadores           | Asistencia: 20.000 espectadores |

| 13 de enero de 1999 | Vital'O FC               | 2:3 | Young Africans SC                     | Kampala National Stadium, Kampala, Uganda |                                 |
|                     | Kyangeko 31' · Saleh 51' |     | Ongara 16' · Malimba 78' · Mhando 90' | Asistencia: 20.000 espectadores           | Asistencia: 20.000 espectadores |

## Tercer Lugar
| 15 de enero de 1999 | Vital'O FC                      | 2:4 (t.e.) | Rayon Sport                               | Kampala National Stadium, Kampala, Uganda |                                 |
|                     | B. Karorero 8' · Butunu 70' (p) |            | Mayele 41' · Kombi 68' 93' · Ndaleni 120' | Asistencia: 15.000 espectadores           | Asistencia: 15.000 espectadores |

## Final
| 16 de enero de 1999 | Young Africans SC | 1:1 (4-1 p) | Villa SC  | Kampala National Stadium, Kampala, Uganda |                                 |
|                     | Lunyamila 42'     |             | Mabiru 7' | Asistencia: 25.000 espectadores           | Asistencia: 25.000 espectadores |

## Campeón
| Copa de Clubes de la CECAFA 1999 |
| -------------------------------- |
| Bandera de Tanzania              |
| Young Africans SC 3º Título      |